# Fulvio Bernardini
Fulvio Bernardini (28. prosince 1905 Řím, Italské království – 13. ledna 1984 Řím, Itálie) byl italský fotbalista a trenér.
Svou fotbalovou kariéru začal jako brankář, poté hrál útočníka a poté záložníka. Debutoval v brance v klubu SS Lazio 23. listopadu 1919 proti SS Pro Řím když mu bylo pouhých 13 let a 327 dní. Od roku 1921 se stal již hráčem v poli.
V létě 1926 se rozhodl zkusit novou zkušenost tím, že se přestěhoval do Interu. Právě Fuffo jak se mu přezdívalo našel pro klub velkého talenta: jmenoval se Giuseppe Meazza. Po tréninku se často zastavuje, aby sledoval zápasy mládežnických týmů Nerazzurri, a talentovaný útočník Primavery na něj udělal velký dojem. Trval na tom, aby se k němu trenér prvního týmu přišel podívat. Trenér po vzhlédnutí se rozhodl, že patří do týmu. A tak v roce 1927 mladý Meazza v 16 letech nastoupil do utkání. Později jej koupil klub AS Řím a zůstal v něm do roku 1939. Fotbalovou kariéru ukončil v klubu MATER, kde začal i trenéřinou.
Za reprezentaci odehrál celkem 26 utkání a byl členem bronzové sestavě na OH 1928.
Za tyto sportovní zásluhy byl v roce 2011 uveden do Síně slávy italského fotbalu.

## Hráčská statistika
| Sezóna                  | Klub                    | Liga                    | Liga   | Liga     | Ligové poháry | Ligové poháry | Ligové poháry | Kontinentální poháry | Kontinentální poháry | Kontinentální poháry | Celkem | Celkem  |
| Sezóna                  | Klub                    | Soutěž                  | Zápasy | Góly     | Soutěž        | Zápasy        | Góly          | Soutěž               | Zápasy               | Góly                 | Zápasy | Góly    |
| ----------------------- | ----------------------- | ----------------------- | ------ | -------- | ------------- | ------------- | ------------- | -------------------- | -------------------- | -------------------- | ------ | ------- |
| 1919/20                 | Lazio                   | 1. Kategorie            | 12     | -11      | -             | 0             | 0             | -                    | 0                    | 0                    | 12     | -11     |
| 1920/21                 | Lazio                   | 1. Kategorie            | 18     | -26      | -             | 0             | 0             | -                    | 0                    | 0                    | 18     | -26     |
| 1921/22                 | Lazio                   | 1. Divize               | 9      | -4, 6    | -             | 0             | 0             | -                    | 0                    | 0                    | 9      | -4, 6   |
| 1922/23                 | Lazio                   | 1. Divize               | 20     | 21       | -             | 0             | 0             | -                    | 0                    | 0                    | 20     | 21      |
| 1923/24                 | Lazio                   | 1. Divize               | 18     | 17       | -             | 0             | 0             | -                    | 0                    | 0                    | 18     | 17      |
| 1924/25                 | Lazio                   | 1. Divize               | 15     | 15       | -             | 0             | 0             | -                    | 0                    | 0                    | 15     | 15      |
| 1925/26                 | Lazio                   | 1. Divize               | 10     | 14       | -             | 0             | 0             | -                    | 0                    | 0                    | 10     | 14      |
| Celkem za Lazio         | Celkem za Lazio         | Celkem za Lazio         | 102    | -41, 71  | -             | 0             | 0             | -                    | 0                    | 0                    | 102    | -41, 71 |
| 1926/27                 | Inter                   | 1. Divize               | 28     | 10       | -             | 0             | 0             | -                    | 0                    | 0                    | 28     | 10      |
| 1927/28                 | Inter                   | 1. Divize               | 30     | 17       | -             | 0             | 0             | -                    | 0                    | 0                    | 30     | 17      |
| Celkem za Inter         | Celkem za Inter         | Celkem za Inter         | 58     | 27       | -             | 0             | 0             | -                    | 0                    | 0                    | 58     | 27      |
| 1928/29                 | Řím                     | 1. Divize               | 26     | 10       | -             | 0             | 0             | -                    | 0                    | 0                    | 26     | 10      |
| 1929/30                 | Řím                     | Serie A                 | 24     | 11       | -             | 0             | 0             | -                    | 0                    | 0                    | 24     | 11      |
| 1930/31                 | Řím                     | Serie A                 | 31     | 7        | -             | 0             | 0             | -                    | 0                    | 0                    | 31     | 7       |
| 1931/32                 | Řím                     | Serie A                 | 29     | 7        | -             | 0             | 0             | -                    | 0                    | 0                    | 29     | 7       |
| 1932/33                 | Řím                     | Serie A                 | 33     | 2        | -             | 0             | 0             | -                    | 0                    | 0                    | 33     | 2       |
| 1933/34                 | Řím                     | Serie A                 | 16     | 6        | -             | 0             | 0             | -                    | 0                    | 0                    | 16     | 6       |
| 1934/35                 | Řím                     | Serie A                 | 27     | 3        | -             | 0             | 0             | -                    | 0                    | 0                    | 27     | 3       |
| 1935/36                 | Řím                     | Serie A                 | 30     | 1        | IP            | 2             | 0             | -                    | 0                    | 0                    | 32     | 1       |
| 1936/37                 | Řím                     | Serie A                 | 29     | 3        | IP            | 4             | 0             | -                    | 0                    | 0                    | 33     | 3       |
| 1937/38                 | Řím                     | Serie A                 | 23     | ?        | IP            | 2             | ?             | -                    | 0                    | 0                    | 25     | ?       |
| 1938/39                 | Řím                     | Serie A                 | 18     | ?        | -             | 0             | 0             | -                    | 0                    | 0                    | 18     | ?       |
| Celkem za Řím           | Celkem za Řím           | Celkem za Řím           | 286    | 47+      | -             | 8             | ?             | -                    | 0                    | 0                    | 294    | 47+     |
| 1939/40                 | MATER                   | Serie C                 | ?      | ?        | -             | 0             | 0             | -                    | 0                    | 0                    | ?      | ?       |
| 1940/41                 | MATER                   | Serie C                 | ?      | ?        | -             | 0             | 0             | -                    | 0                    | 0                    | ?      | ?       |
| 1941/42                 | MATER                   | Serie C                 | ?      | ?        | -             | 0             | 0             | -                    | 0                    | 0                    | ?      | ?       |
| 1942/43                 | MATER                   | Serie B                 | 29     | 5        | IP            | 1             | ?             | -                    | 0                    | 0                    | 30     | ?       |
| Celkově v nejvyšší lize | Celkově v nejvyšší lize | Celkově v nejvyšší lize | 446    | -41, 147 | -             | 9             | ?             | -                    | 0                    | 0                    | 455    | ?       |

## Hráčské úspěchy

### Reprezentační
- 1× na OH (1928 – bronz)
- 2× na MP (1927–1930 – zlato, 1931–1932 – stříbro)

### Individuální
- 1x nejlepší střelec v lize (1922/23)

## Trenérská statistika

### Reprezentační
Reprezentaci vedl jako trenér (technický ředitel) v období 27.9. 1975 - 8.6. 1977 společně s Bearzotem, poté mu přenechal místo úplně.
| Rok       | Národní tým | Soutěž              | Umístění              | Statistika | Statistika | Statistika | Statistika | Poznámka                   |
| Rok       | Národní tým | Soutěž              | Umístění              | Zápasy     | Výhry      | Remízy     | Prohry     | Poznámka                   |
| --------- | ----------- | ------------------- | --------------------- | ---------- | ---------- | ---------- | ---------- | -------------------------- |
| 1974–1975 | Itálie      | Kvalifikace ME 1976 | 3. místo ve skupině 5 | 6          | 2          | 3          | 1          |                            |
| 1976–1977 | Itálie      | Kvalifikace MS 1978 | 1. místo ve skupině 2 | 3          | 3          | 0          | 0          | přenechal místo Bearzotovi |
| 1974–1977 | Itálie      | přátelské utkání    | -                     | 13         | 7          | 1          | 5          |                            |
| Celkem    | Celkem      | Celkem              | Celkem                | 22         | 12         | 4          | 6          |                            |

## Trenérské úspěchy

### Klubové
- 2× vítěz italské ligy (1955/56, 1963/64)
- 1× vítěz italského poháru (1958)
- 1× vítěz středoevropského poháru (1961/62)